# Daunglan

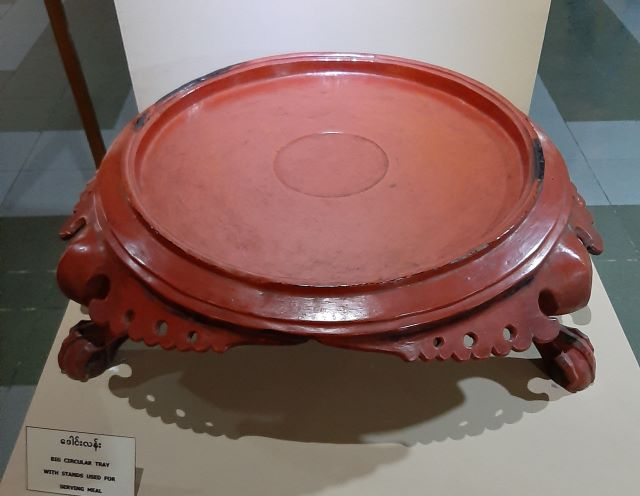
Daunglan

Daunglan (tiếng Miến Điện: ဒေါင်းလန်း; tiếng Shan: တွင်းလၢၼ်း) là một cái mâm hình tròn dùng để phục vụ các bữa ăn ở Myanmar (Miến Điện), đặc biệt là ở vùng Thượng Miến. Thường được làm bằng tre sơn mài, gỗ tếch hoặc gỗ dẻ gai, daunglan dùng để những cái bát nhỏ bao gồm các món ăn và canh khác nhau. Vật dụng này có thể đem ra so sánh với khan tok thường dùng ở miền Bắc Thái Lan và Lào.